# Suonando la batteria moderna
Suonando la batteria moderna è il primo album di Tullio De Piscopo, pubblicato nel 1974.
Ristampato nel 2022 su vinile e anche su CD.

## Tracce
Lato A
1. Samba carnival – 2:30
2. Rocking Special – 1:28
3. Afro-cubano – 2:40
4. Medium Rock – 3:15
5. Moderato swing – 2:30
6. Krupa swing – 3:00
7. Cinquequarti 2/3 – 2:45

Durata totale: 18:08
Lato B
1. Onda nueva 3/4 (6/8) – 2:28
2. Drum Fantasy – 3:25
3. Dodiciottavi – 3:00
4. Samba lento – 2:53
5. Afro-jazz – 2:55
6. Fast Afro Samba – 2:20
7. 7/4 rock – 2:30

Durata totale: 19:31